# Wilhelm Wilkens
Leo Wilhelm "Willie" Wilkens (Malmö, Escània, 25 de novembre de 1893 – Greenwich, Connecticut, Estats Units, 4 de gener de 1967) va ser un remer suec que va competir a començaments del segle xx.
El 1912 va prendre part en els Jocs Olímpics d'Estocolm, on guanyà la medalla de plata en la competició del quatre amb timoner, inriggers del programa de rem, formant equip amb Ture Rosvall, William Bruhn-Möller, Conrad Brunkman i Herman Dahlbäck. En aquests mateixos Jocs també disputà la prova del vuit amb timoner, on fou eliminat en sèries. En ambdós casos n'era el timoner.